# Є̈ (слово ћирилице)
Є̈ є̈ (искошено: Є̈ є̈ ) је слово ћирилице, које се користи у казимском дијалекту севернохантијског језика.

## Употреба
Слово "є̈" се користи у северној дијалекатској групи хантијских језика, где представља глас . Неки фонтови га представљају као Ԑ са дијарезом, ⟨Ԑ̈ ԑ̈⟩.

## Уникод
| Знак                      | Є                                                   | Є                                                   | є                                                 | є                                                 | ̈                           | ̈                           |
| ------------------------- | --------------------------------------------------- | --------------------------------------------------- | ------------------------------------------------- | ------------------------------------------------- | -------------------------- | -------------------------- |
| Назив у Уникоду           | CYRILLIC CAPITAL LETTER UKRAINIAN IE WITH DIAERESIS | CYRILLIC CAPITAL LETTER UKRAINIAN IE WITH DIAERESIS | CYRILLIC SMALL LETTER UKRAINIAN IE WITH DIAERESIS | CYRILLIC SMALL LETTER UKRAINIAN IE WITH DIAERESIS | COMBINING DIAERESIS ACCENT | COMBINING DIAERESIS ACCENT |
| Врста кодирања            | децимална                                           | хексадецимална                                      | децимална                                         | хексадецимална                                    | децимална                  | хексадецимална             |
| Уникод                    | 1028                                                | U+0404                                              | 1108                                              | U+0454                                            | 776                        | U+0308                     |
| UTF-8                     | 208 132                                             | D0 84                                               | 209 148                                           | D1 94                                             | 204 136                    | CC 88                      |
| Нумеричка референца знака | &#1028;                                             | &#x404;                                             | &#1108;                                           | &#x454;                                           | &#776;                     | &#x308;                    |